# Tadeusz Pepłowski
Tadeusz Stanisław Pepłowski (ur. 1936, zm. 19 stycznia 2018) – biskup Polskiego Narodowego Kościoła Katolickiego w Stanach Zjednoczonych i Kanadzie (PNKK) pochodzenia polskiego, ordynariusz diecezji Buffalo-Pittsburgh PNKK w latach 1990-2012, proboszcz parafii katedralnej Matki Bożej Różańcowej w Bufallo.
Tadeusza Pepłowskiego na godność biskupa wybrał XVIII Synod Polskiego Narodowego Kościoła, elekt został konsekrowany 30 listopada 1990 r. w katedrze pw. Matki Bożej Różańcowej w Buffalo. Jego głównym konsekratorem był Pierwszy Biskup PNKK Jan Swantek, przy współudziale abpa Antoniego Glazemakera (Kościół Starokatolicki w Holandii, bpa Hansa Gernego (Kościół Chrześcijańskokatolicki w Szwajcarii, bpa Józefa Niemińskiego, bpa Antoniego Rysza, bpa Józefa Zwistowskiego oraz bpa Tomasza Gnata. W 2012 roku przeszedł na emeryturę, zastąpił go bp John Mack. Zmarł 19 stycznia 2018 r. w Buffalo.